# Hans Horst Meyer

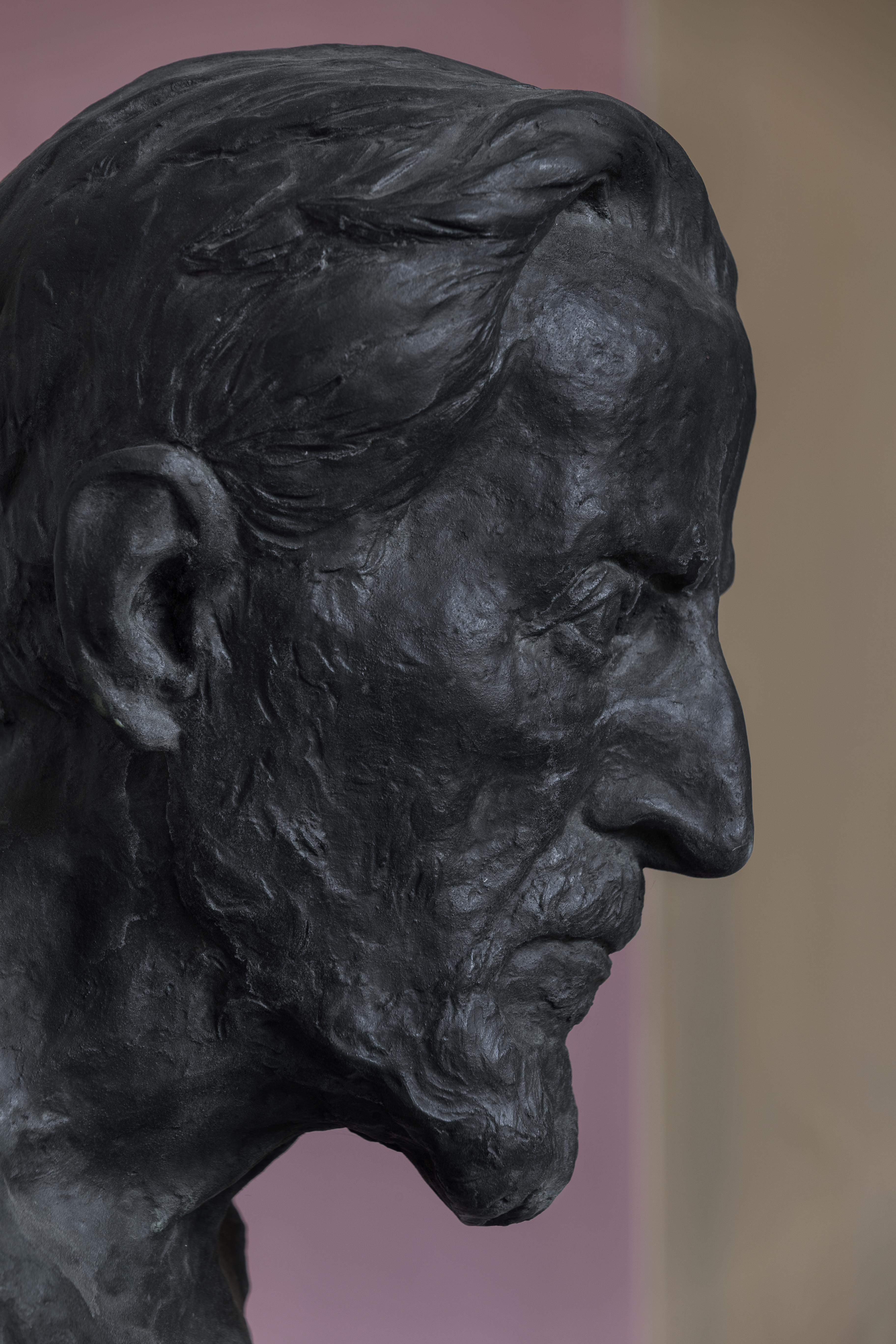
Hans Horst Meyer, busto en el Arkadenhof de la Universidad de Viena

Hans Horst Meyer (17 de marzo de 1853 – 6 de octubre de 1939) fue un farmacólogo alemán. Estudió medicina e hizo investigaciones en farmacología. La hipótesis de Meyer-Overton sobre el modo de acción de los anestésicos generales lleva en parte su nombre. También descubrió la importancia del ácido glucurónico como compañero de reacción de los fármacos, y el modo de acción de la toxina tetánica en el organismo.

## Vida
Meyer nació en Insterburg, Prusia Oriental (ahora Chernyakhovsk, Rusia). Estudió medicina en Königsberg, Leipzig, Berlín y nuevamente en Königsberg. Después de su promoción a doctor en medicina en Königsberg, trabajó con Oswald Schmiedeberg, uno de los fundadores de la farmacología como disciplina científica independiente, en Estrasburgo. En 1881 fue designado para la Cátedra de Farmacología en Dorpat (ahora Tartu, Estonia ). También en 1881 se casó con Doris de soltera Boehm. Juntos tuvieron tres hijos, Kurt Heinrich (1883–1952), Arthur Woldemar (1885–1933) y Friedrich Horst (1889–1894).
Entre 1884 y 1904 Meyer ocupó la Cátedra de Farmacología en Marburg donde trabajó con Emil Adolf von Behring y Otto Loewi, ganador del premio Nobel de fisiología o medicina en 1936. En 1904, Meyer se mudó a Viena y Loewi se unió a él hasta que fue designado para la Cátedra de Farmacología en Graz. Ernst Peter Pick se unió al departamento en 1911. Pick sucedería más tarde a Meyer como presidente. Durante el tiempo de Meyer en Viena, trabajó con tres científicos que después ganarían el Premio Nobel en fisiología o medicina. George Hoyt Whipple ganó el premio en 1934, Corneille Heymans ganó en 1938 y Carl Ferdinand Cori ganó el premio Nobel en 1947. Meyer se retiró en 1924 y permaneció en Viena.
La vida posterior de Meyer se vio afectada por el nacionalsocialismo. Su segundo hijo, Arthur, era un cirujano muy conocido en Berlín que fue uno de los primeros en llevar a cabo con éxito la embolectomía quirúrgica en la embolia pulmonar masiva. El 14 de noviembre de 1933, Arthur le disparó a su esposa y luego se suicidó. La esposa de Arthur era judía y se alegaba que él también era judío. 
El hijo mayor de Meyer, Kurt Heinrich Meyer, fue director de investigación de BASF de 1920 a 1929, y posteriormente fue profesor de química de la Universidad de Ginebra. Dirigió la tesis doctoral de Edmond Henri Fischer, que con Edwin Gerhard Krebs ganó el premio Nobel de fisiología y medicina en 1992. Horst Meyer (físico), hijo del segundo hijo de Meyer, Arthur, fue adoptado por Kurt tras la muerte de Arthur. Creció en Ginebra, donde estudió Física en la Universidad y en 1959 se incorporó a la facultad de Física de la Universidad de Duke, en Durham, Carolina del Norte, donde se convirtió en profesor emérito en 2005.

## Logros científicos

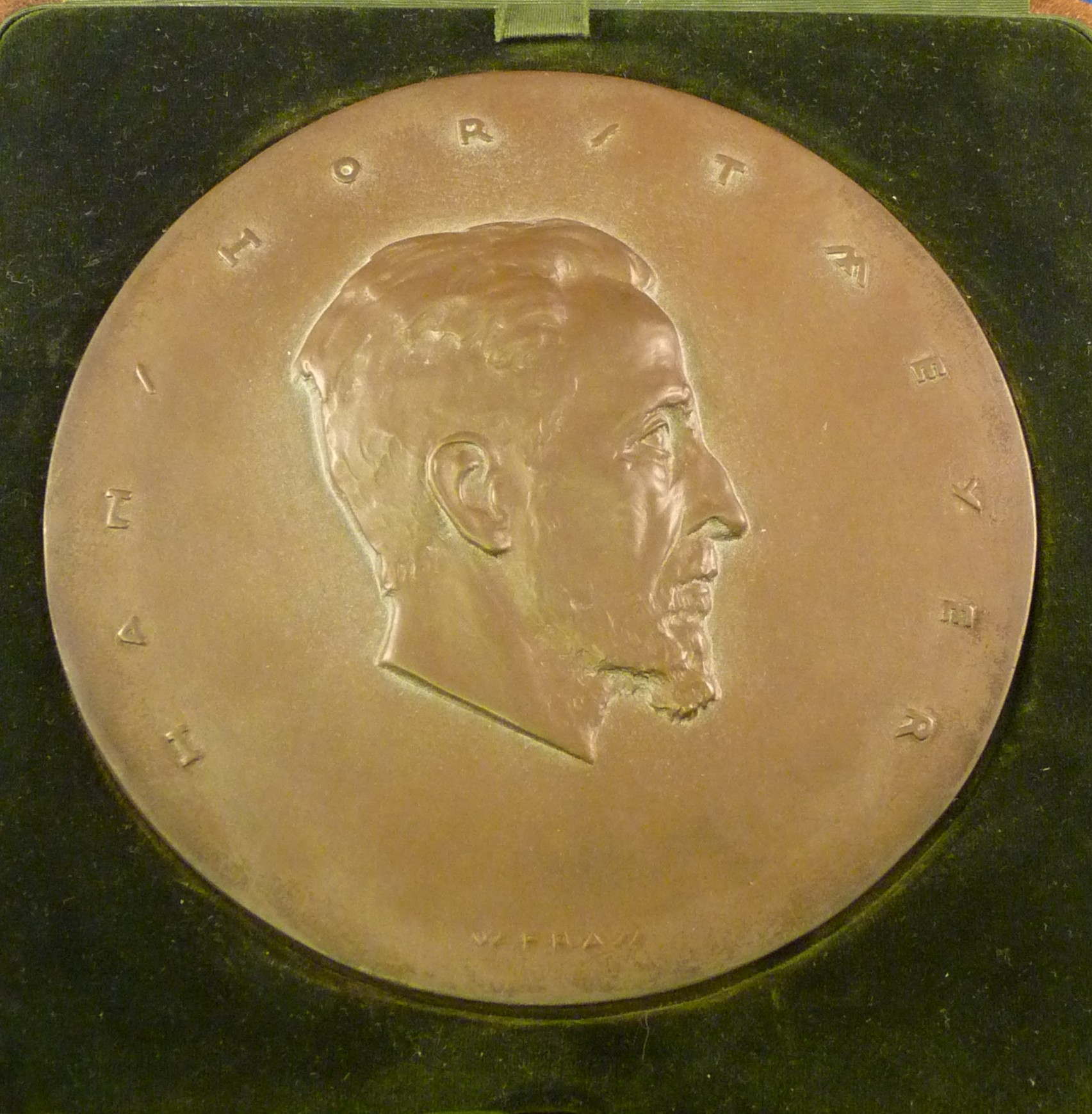
Medalla Hans Horst Meyer otorgada por la Academia de Ciencias de Viena

Meyer es mejor recordado por tres descubrimientos. Con Schmiedeberg, descubrió el ácido glucurónico como el compañero de reacción más importante de los fármacos (en su caso, un metabolito del alcanfor). También descubrió una relación entre la lipofilia de los anestésicos generales y su potencia. Meyer concluyó que la lipofilia era el factor esencial en la eficacia de un anestésico. Estos hallazgos se resumieron en tres artículos en Archiv für experimentelle Pathologie und Pharmakologie de Meyer y su colaborador Fritz Baum, publicados en 1899. Un año más tarde, Charles Ernest Overton (1865–1933) llegó de forma independiente a la misma conclusión. Esta correlación se conoció como la hipótesis de Meyer-Overton. Se ha denominado la correlación más influyente en la anestesia. Meyer también descubrió que la toxina del tétanos actúa sobre el sistema nervioso central y es transportada allí desde la periferia a través de las neuronas motoras. Esto explica por qué el tiempo de incubación siempre dura varias horas y por qué la terapia con anticuerpos tiene un valor limitado.
Meyer y Rudolf Gottlieb escribieron un importante libro de texto de farmacología alemán que se publicó en nueve ediciones entre 1910 y 1936. También desempeñó un papel importante en el desarrollo y la implementación de la regulación de medicamentos en Austria.

## Premios
Meyer recibió muchos premios y honores a lo largo de su carrera, en muchos niveles diferentes. Uno de los mayores honores que recibió fue la fundación de la "Medalla Hans Meyer" en su 70.º cumpleaños por parte de la Academia de Ciencias de Viena. Esta medalla se concedía cada cinco años a la contribución farmacológica más importante publicada en alemán. También se dedicó a Meyer un volumen del Archiv für experimentelle Pathologie und Pharmakologie, editado por Bernhard Naunyn, con motivo de su 70.º cumpleaños. Estos artículos, los papeles personales y otros recuerdos relacionados con la carrera de Meyer están en posesión de las Colecciones de la Biblioteca Rubenstein de la Universidad de Duke.